# Eberhard Dähne
Eberhard Dähne (* 28. August 1938 in Bad Freienwalde; † 21. April 2010 in Frankfurt am Main) war ein deutscher Sozialwissenschaftler, SDS-Vorsitzender, Gewerkschafter und hessischer Kommunalpolitiker.

## Leben
Eberhard Dähne verließ 1953 die DDR. Nach dem Abitur in Hamburg absolvierte er 1957–1959 eine Landwirtschaftslehre, die er mit der Gehilfenprüfung abschloss. 1959 begann er ein Studium an der landwirtschaftlichen Fakultät der Universität Kiel. 1960/61 war er Gruppenvorsitzender des SDS in Kiel und Ringleiter der Sozialistischen Jugend Deutschlands – Die Falken. Er trat in die SPD ein. 1961/62 war er Bundesvorsitzender des Sozialistischen Deutschen Studentenbundes, von dem sich die SPD im November 1961 trennte. Eberhard Dähne wurde 1962 aus der SPD ausgeschlossen. Im selben Jahr schloss er sein Studium mit dem Grad des Diplomlandwirts ab.
In den Jahren 1963 bis 1967 war er Verwalter einer wissenschaftlichen Assistentenstelle an der Universität Marburg, von 1968 bis 1972 war Dähne Lehrbeauftragter für Statistik am FB Gesellschaftswissenschaften und Leiter des von ihm mitbegründeten Instituts für Sozialwissenschaftliche Forschung (ISF) in Marburg, das durch empirische Regionalstudien bekannt wurde. 1972 promovierte Dähne in Marburg als Soziologe bei mit Untersuchungen zur Struktur und Entwicklung des tertiären Sektors in der Bundesrepublik unter besonderer Berücksichtigung des Bank- und Versicherungsgewerbes.
Von 1973 bis 1989 arbeitete Eberhard Dähne am Institut für Marxistische Studien und Forschungen in Frankfurt am Main, unter anderem in den Arbeitsfeldern Klassenanalyse, Gewerkschafts-, Betriebs- und Kommunalpolitik. 1972 wurde er Mitglied der DKP. 1972 bis 1979 war Dähne Stadtverordneter der DKP in Marburg. Von 1969 bis 1980 war er Vorsitzender des Ortsvereins Marburg-Biedenkopf der Gewerkschaft Handel, Banken und Versicherungen (HBV) heute ver.di und Mitglied im DGB-Kreisvorstand. 1989 trat er aus der DKP aus. Seit 1990 war er als Publizist, Referent und Gutachter freiberuflich tätig. 2001–2006 war Eberhard Dähne in Frankfurt/Main parteiloser Stadtverordneter auf der Liste der PDS.

## Veröffentlichungen
- (mit Reinhard Welteke): Aspekte und Perspektiven der Sozial- und Wirtschaftsstruktur im Landkreis Herford. Marburg 1965.
- Zu einigen methodischen Problemen sozialwissenschaftlicher Regionalforschung. Voruntersuchung C im Rahmen des Projektes „Arbeitswissenschaftliche Strukturprobleme des Produktivitätsentwicklung“. Marburg 1967.
- (mit Franziska Wiethold): Entwicklungsprobleme der Region Ostfriesland und ihres Arbeitsmarktes. Marburg 1970.
- (mit Klaus Dieckhoff und Hans Schmidt): Problemstudie: Entwicklungsprobleme des regionalen Aktionsraums Schleswig-Dithmarschen unter besonderer Berücksichtigung des Arbeitsmarktes, 2 Bände. Marburg 1971.
- (mit Hubert Beringmeier): Salzgitter 1980/85. Sozialökonomische Strukturmerkmale und Entwicklungsprobleme Salzgitters unter besonderer Berücksichtigung des Arbeitsmarktes. 3 Bde. Marburg 1971.
- Untersuchungen zur Struktur und Entwicklung des tertiären Sektors in der BRD unter besonderer Berücksichtigung des Bank- und Versicherungsgewerbe; Marburg/Lahn: Verein für sozialwissenschaftliche Forschung e. V., 1972.
- (Mitautor) Inflation heute: Gewinner und Verlierer. Frankfurt am Main: Verlag Marxistische Blätter, 1972.
- (Mitautor) Klassen- und Sozialstruktur der BRD 1950–1970, Teil II: Sozialstatistische Analyse, Frankfurt am Main: IMSF, 1973.
- (Hg.) Betriebe unter der Lupe. Ein Handbuch. Frankfurt am Main: Nachrichten Verlag, 1975
- (mit Klaus Priester), Arbeitsbedingungen und gewerkschaftlicher Kampf. Frankfurt/M.: IMSF, 1978.
- Zur aktuellen Entwicklung der Verbraucherpreise […]; in: Marxistische Studien. Jahrbuch des IMSF, 1 (1978), S. 164–191.
- (mit Jörg Dieckhoff) Materialien zur Entwicklung der Einkommen […], in: Marxistische Studien, 2 (1979), S. 187–244.
- Wirtschaftliche und soziale Probleme der Städte und Gemeinden; in: Marxistische Studien, 4 (1981), S. 260–275.
- Klassenstruktur und Herrschaft […], in: Marxistische Studien, 9 (1985) II, S. 265–287
- (mit Barbara Bunge) Rüstung tötet schon im Frieden. Materialien zu den Kosten und Folgen des Rüstungswettlaufs, zu den Kosten des Militärs in der BRD 1979–1984. Frankfurt am Main: IMSF, 1983.
- (Mitautor) Marburg. Eine illustrierte Stadtgeschichte. Wirtschaft und Kultur, Armseliges und Herrschaftliches, Torheit und Gelehrsamkeit aus 850 Jahren. Mit einem Rundgang durch die Stadt. Marburg (Lahn): Verlag Arbeiterbewegung und Gesellschaftswissenschaft, 1985
- (Hg.): Gemeindeleute. Handbuch für eine alternative kommunalpolitische Praxis. Köln: Pahl-Rugenstein-Verlag, ²1986.
- Die Armee der Revolution und die Entstehung des modernen Krieges. In: Die Französische Revolution 1789–1989. Revolutionstheorie heute = Marxistische Studien, 14 (1988), S. 159–177.
- Gärtnerinnen und Gärtner der Zukunft. Frankfurt am Main 1992.
- Zur Bedeutung der KFZ-Zulieferindustrie für Mittelhessen. Risiken und Chancen. Marburg 1993.
- (mit Margret Steen): Die Freiheit und der Äppelwein sind heuer gut geraten. Frankfurt am Main 1999.